# Gan Ner
Gan Ner (hebrejsky גַּן נֵר, doslova „Zahrada svíček“, anglicky Gan Ner) je vesnice typu společná osada (jišuv kehilati) v Izraeli, v Severním distriktu, v Oblastní radě Gilboa.

## Geografie
Leží na pomezí Jizre'elského údolí a masivu Gilboa, v nadmořské výšce 177 metrů. Východně od obce Gilboa vybíhá ve vrchol Har Giborim, ze kterého stéká vádí Nachal Gilboa. Severní část obce leží na výšině Ma'ale Nurit, ze které k severu, do Charodského údolí, směřuje vádí Nachal Nurit. Jižně a západně od obce se rozkládá převážně rovinatá krajina Jizre'elského údolí. Do vádí Nachal Gilboa zde zleva ústí vádí Nachal Chochit.
Vesnice je situována 30 kilometrů jihozápadně od Galilejského jezera, 22 kilometrů západně od řeky Jordánu, cca 10 kilometrů jihovýchodně od města Afula, cca 73 kilometrů severovýchodně od centra Tel Avivu a cca 45 kilometrů jihovýchodně od centra Haify. Gan Ner obývají Židé, přičemž osídlení v tomto regionu je ryze židovské. Výjimkou je vesnice Sandala cca 1 kilometr jihozápadním směrem, kterou obývají izraelští Arabové. Gan Ner je situován na východním okraji bloku plánovitě zřizovaných zemědělských vesnic Ta'anach - חבל תענך (Chevel Ta'anach), ale není jeho součástí.
Gan Ner leží cca 1 kilometr severně od Zelené linie, která odděluje Izrael od okupovaného Západního břehu Jordánu. Od Západního břehu Jordánu byla ale tato oblast počátkem 21. století oddělena izraelskou bezpečnostní bariérou.
Gan Ner je na dopravní síť napojen pomocí severojižní dálnice číslo 60. Ve východozápadním směru je napojen na lokální silnici číslo 667.

## Dějiny
Gan Ner byl založen v roce 1987 v rámci programu Židovské agentury spuštěného roku 1985, který měl prosazovat zřizování nezemědělských osad typu jišuv kehilati pro mladou generaci rodáků ze zdejšího regionu. Obec byla pojmenována podle lorda Barnetta Jannera (ברנט ג'אנר), který byl židovským předákem v Anglii. Podle původních plánů z roku 1985 byla zamýšlená nová obec pracovně nazývaná Har Giborim (הר גיבורים). V roce 1987 se zde usadilo pět prvních rodin.
Gan Ner byl projektován pro kapacitu 500 rodin. Zájem ale překonal původní odhady. V roce 2004 už zde žilo 650 rodin. Obyvatelstvo se zabývá službami, průmyslem a turistickým ruchem. Funguje tu veřejná knihovna, pošta, obchody a sportovní areály. Je tu základní škola Ner ha-Gilboa (נר הגלבוע), jež slouží i žákům z okolních vesnic.

## Demografie
Obyvatelstvo Gan Ner je smíšené, tedy sekulární i nábožensky založené. Podle údajů z roku 2014 tvořili naprostou většinu obyvatel v Gan Ner Židé (včetně statistické kategorie "ostatní", která zahrnuje nearabské obyvatele židovského původu ale bez formální příslušnosti k židovskému náboženství).
Jde o menší sídlo vesnického typu s dlouhodobě rostoucí populací. K 31. prosinci 2014 zde žilo 2 634 lidí. Během roku 2014 populace stoupla o 1,2 %.
| Rok            | 1995  | 2001  | 2003  | 2004  | 2005  | 2006  | 2007  | 2008  | 2009  | 2010  | 2011  | 2012  | 2013  | 2014  |
| -------------- | ----- | ----- | ----- | ----- | ----- | ----- | ----- | ----- | ----- | ----- | ----- | ----- | ----- | ----- |
| Počet obyvatel | 1 052 | 2 310 | 2 469 | 2 599 | 2 651 | 2 699 | 2 749 | 2 802 | 2 396 | 2 404 | 2 501 | 2 544 | 2 602 | 2 634 |